# Josef Ecker-Stadlmayr
Josef Ecker-Stadlmayr (* 8. August 1898 als Josef Ecker in Ungenach; † 1. April 1972 in Pilsbach) war ein österreichischer Landwirt und Politiker (ÖVP). Von 1949 bis 1961 war er Abgeordneter zum Oberösterreichischen Landtag.

## Leben
Josef Ecker-Stadlmayr wuchs in Oberpilsbach auf, wo er auch den Bauernhof seiner Mutter übernahm. Er war Mitbegründer der Lagerhausgenossenschaft Vöcklabruck sowie Mitglied der Molkereigenossenschaft Schwanenstadt, der Schärdinger Molkereigenossenschaft, des oberösterreichischen Molkereiverbandes und der Raiffeisen-Zentralkasse, deren Obmann er von 1955 bis 1970 war; ab 1954 war er auch im Vorstand des Raiffeisenverbandes Oberösterreich. von 1955 bis 1971 war Ecker-Stadlmayr als Vertreter der Genossenschaften in der Vollversammlung der Landwirtschaftskammer.
Ecker-Stadlmayr war seit 1924 verheiratet.

## Politik
Schon frühzeitig engagierte sich Ecker-Stadlmayr in bäuerlichen, kirchlichen und politischen Organisationen. So war er Bauernbundobmann von Pilsbach und von 1930 bis 1938 Bezirksobmann-Stellvertreter des Gerichtsbezirks Vöcklabruck. Von 1929 bis 1935 war er als Vertreter der CSP Bürgermeister von Pilsbach.
1949 wurde Ecker-Stadlmayr in den Oberösterreichischen Landtag gewählt, dem er bis 1961 angehörte. Von 1953 an war er außerdem Vorstandsmitglied des Bauernbundes Oberösterreich und bis 1965 zudem Obmann-Stellvertreter.

## Auszeichnungen
- 1957: Berufstitel Ökonomierat
- Ehrenobmann der ÖVP Vöcklabruck